# Lower Kaduna-Middle Niger Floodplain
Die Lower Kaduna-Middle Niger Floodplains sind ein Schutzgebiet der Ramsar-Konvention in den nigerianischen Bundesstaaten Niger und Kwara. Es belegt ein Gebiet von 2290,54 km² in dem Verwaltungsgebiet der Großraumgemeinden Pategi und Gbako auf einer Höhe von durchschnittlich 130 Metern über dem Meeresspiegel. Am 30. April 2008 wurde es in die Liste der Feuchtgebiete von internationaler Bedeutung der Ramsar-Konvention aufgenommen. Es gilt als ein bedeutendes Feuchtgebiet in der Ökoregion der Guineasavanne und bereits vor der Nominierung zum Ramsargebiet war es ein Important Bird Area.
Das Schutzgebiet liegt in einer weiten Ebene am Zusammenfluss der Flüsse Niger und Kaduna. Es dehnt sich von am Flusslauf des Nigers von Jebba bis Baro und am Kaduna von der Wuya-Brücke entlang des Highways A1 von Jebba – Bida bis nach Pategi aus. Das Schutzgebiet bildet dabei die Kernzone eines Feuchtgebietes, das sich vom Bauchiplateau bis zum Hochland der Yorubas, und am Flusslauf des Nigers bis zu den Regenwaldgebieten im Süden Nigerias ausdehnt. Es besteht aus einer Abfolge von Feuchtgebieten, seichten Sümpfen, Teichen und Seen, in den Überflutungsgebieten der beiden Flüsse; in Hausa Fadama genannt; und Sandbänken und Stromschnellen, die teilweise von Kilometerlangen Steilwänden eingerahmt werden, entlang der Flussläufe. In den Monaten August bis Oktober setzt die Flutsaison ein, die die weiße Flut bis November genannt wird. Von Dezember bis März wird das Hochwasser die schwarze Flut genannt, da das Wasser des Nigers wesentlich Klarer und transparenter wirkt. Im Februar wird der höchste Wasserstand in den Feuchtgebieten erreicht, es sinkt bis Juli, dem Zeitpunkt des niedrigsten Wasserstandes, kontinuierlich ab.
Das Klima in der Region wird als tropisch wechselfeucht bezeichnet, mit einer ausgeprägten Trennung von Regen- und Trockenperiode, mit tiefsten Tagesmitteltemperaturen im August/September von 26 °C und Höchsttemperaturen im März, April und Mai von 35 °C. Die Regenzeit erstreckt sich von Mai bis Oktober und wird bestimmt durch die Niederschlagsregime des westafrikanischen Monsuns. Die durchschnittliche jährliche Niederschlagsmenge variiert dabei in einem west-östlichen Gefälle von ca. 1012 mm in Jebba und 1212 mm in Bida, ein meridionaler Gradient ist hingegen nicht sehr ausgeprägt.
Die Böden in diesen Feuchtgebieten werden alluviale Schwemmböden bezeichnet, die auf dem in der Kreidezeit entstandenen Nupe-Sandstein liegen. Die Regenerationsfähigkeit der Feuchtgebiete hängt dabei von den Flächenumbildungsprozessen der Abtragung und der Sedimentation in der Hochwassersaison ab. Durch die Errichtung des Kainji- bzw. des Shiroro-Stausees wurden die Prozesse jedoch beeinträchtigt, so dass die Ausdehnung der Überflutungsareale sich seit den 1970er Jahren verringerte und Teile der Feuchtgebiete nur noch partiell vom Hochwasser profitieren können. Der einstmals 12 km² große Ndakolowu-See (12 km nordöstlich von Jebba) reduzierte zum Beispiel seine Wasserfläche bis in die 1990er bis auf ein paar Tümpel. Dementsprechend verdrängten typische Bewohner der Guineasavannenflora typische Pflanzenarten der Feuchtgebiete in größere Gebieten. Eine andere Beeinträchtigung geht von der Bevölkerungszunahme und der intensiven Landwirtschaft aus, so gilt die Region als ein wichtiges Anbaugebiet von Reis und Zuckerrohr in Nigeria.
An den Flussläufen und intakten Auengebieten wachsen Galeriewälder, in denen die Mitragyna inermis eine dominante Art darstellt. Auf den offenen Wasserflächen und an den Ufern wachsen der Nymphaea Lotus, Echinochloa pyramidalis, Echinochloa stagnina, Cyperus papyrus und Vossia cuspidat.
Von der Avifauna kommen in diesem Gebiet ca. 15 bedrohte Vogelarten als Brutvögel vor. Vom Rosenspint (Merops malimbicus) konnten 1989 und 1996 ca. 15.000 Tiere gezählt werden. Andere sind der Schwarzkehl-Honiganzeiger (Indicator indicator), Hartlaubente (Pteronetta hartlaubii), Buschsperling (Petronia dentata), Grauastrild (Estrilda troglodytes) und der Schreihornvogel (Bycanistes fistulator).
Wichtige Fischarten in den Flussläufen gehören zu den Gattungen Gymnarchus, Clarias, Heterotis und zu den Riesenbarschen (Latinae). In den Feuchtgebieten leben der Wunduwels (Heterobranchus longifilis), Malapterurus und Vertreter der Auchenoglanidinae, Claroteidae und Distichodontidae.